# ATP Firenze 1982
L'ATP Firenze 1982 è stato un torneo di tennis giocato sulla terra rossa. È stata la 10ª edizione dell'ATP Firenze che fa parte del Volvo Grand Prix 1982. Si è giocato a Firenze in Italia dal 10 al 16 maggio 1982.

## Campioni

### Singolare
Vitas Gerulaitis ha battuto in finale  Stefan Simonsson con il punteggio di 4–6, 6–3, 6–1

### Doppio
Paolo Bertolucci /  Adriano Panatta hanno battuto in finale  Sammy Giammalva Jr. /  Tony Giammalva con il punteggio di 7–6, 6–1